# Leirvík
Leirvík [ˈlɔɹvʊik] és un poble de l'est de l'illa d'Eysturoy, a les Fèroe. Forma part del municipi d'Eystur des del 2009, quan es va fusionar amb el municipi de Norðragøta. L'1 de gener de 2021 tenia 1004 habitants (471 dones i 533 homes).
Restes arqueològiques mostren que l'àrea va començar a ser habitada pels vikings cap al segle ix. Posteriorment, el 1349, la tradició diu que la Pesta Negra en matà tots els habitants excepte una nena petita.
Fàcilment accessible des de la resta de l'illa d'Eysturoy gràcies al túnel de Gota (1985), Leirvík representa actualment un important nus de comunicacions amb les Illes del Nord. Fins al 2006, hi hagué un servei de transbordador entre Leirvík i Klaksvík, a l'illa de Borðoy. Aquell any s'inaugurà el Norðoyatunnilin (túnel de les illes del nord), de 5,6 km de longitud, que connecta ràpidament les dues localitats.
Leirvík és un dels pobles que surt esmentat al Hundabrævið, document del segle xiv que legislava la tinença de gossos a l'arxipèlag.